# Käärmesaari (ö i Södra Savolax, Nyslott, lat 61,85, long 28,89)
Käärmesaari är en ö i Finland. Den ligger i sjön Pihlajavesi och i kommunen Nyslott i  landskapet Södra Savolax, i den sydöstra delen av landet, 280 km nordost om huvudstaden Helsingfors. Öns area är 12,9 hektar och dess största längd är 0,5 kilometer i öst-västlig riktning.